# Calliandra luetzelburgii
Calliandra luetzelburgii är en ärtväxtart som beskrevs av Hermann August Theodor Harms. Calliandra luetzelburgii ingår i släktet Calliandra och familjen ärtväxter. Inga underarter finns listade i Catalogue of Life.